# Gabriele Grunewald
Pour les articles homonymes, voir Grunewald.
Gabriele Ivy Grunewald, dite Gabe Grunewald (née Anderson le 25 juin 1986 à Perham (Minnesota) et morte le 11 juin 2019 à Minneapolis (Minnesota) est une athlète américaine, spécialiste des courses de demi-fond.
Elle représente les États-Unis en 2014 lors des championnats du monde en salle et de la coupe continentale, sur 3 000 m.

## Biographie
Née à Perham, ville du Minnesota, Gabriele Grunewald représente l'université du Minnesota lors de sa carrière universitaire, et termine 2e du 1 500 m des championnats NCAA 2010, où elle concourrait sous son nom de jeune fille, Anderson.
En avril 2009, à 22 ans, elle est diagnostiquée d'un rare cancer de la glande salivaire, qu'elle se fait retirer[réf. souhaitée]. En octobre 2010, lors d'un contrôle de routine à la suite de son premier cancer, elle apprend qu'elle a un cancer de la thyroïde, éradiqué en décembre 2011.
Toujours athlète, elle termine en juillet 2012 à la 4e place des sélections olympiques américaines sur 1 500 m, à une place seulement d'être retenue dans l'équipe des États-Unis pour les Jeux olympiques de 2012 à Londres.
11e des Championnats des États-Unis 2013, elle termine 5e du Meeting Herculis de Monaco et abaisse son record à 4 min 1 s 48, et devient la 10e meilleure performeuse mondiale de l'année.
Le 23 février 2014, elle devient championne des Etats-Unis en salle du 3 000 m et décroche sa première sélection en équipe nationale pour les championnats du monde en salle de Sopot, auxquels elle atteint la finale et prend la 9e place. En septembre, elle termine 6e de la Coupe continentale d'athlétisme à Marrakech, sur 3 000 m, en représentant l'équipe des Amériques.
En août 2016, un mois après avoir échoué à se qualifier pour les Jeux olympiques de Rio, elle est diagnostiquée d'une récidive métastatique du carcinome adénoïde kystique, soit une nouvelle forme de cancer. Ce même mois, la tumeur et 50% de son foie lui sont retirés, et elle est annoncée comme guérie.
En mars 2017, une tumeur apparaît à nouveau dans son foie restant, et elle commence en juin de la chimiothérapie puis en juillet un essai clinique d'immunothérapie, mais la tumeur gagne du terrain. Le 22 juin, elle participait au 1 500 m des Championnats des États-Unis, et terminait dernière de sa série. Il s'agissait de la dernière compétition de sa carrière. À l'arrivée de sa course, ses concurrentes l'attendent pour un câlin collectif en son honneur, et récitent une prière.
En 2018, alors que sa santé se dégrade, elle crée l'association Brave Like Gabe, pour collecter des fonds et sensibiliser aux rares formes de cancer, et organise régulièrement des courses de 5 kilomètres.
En 2019, sa santé se détériore de plus en plus et elle est hospitalisée en mai pour une infection au foie. Le 3 juin, elle survit miraculeusement à une incohérence dans ses taux d'acide lactique et de potentiel hydrogène. Le 9 juin, sa santé se dégrade à nouveau et elle est placée en maison de fin de vie, avant d'être ramenée chez elle. Son mari, partageant la situation sur Instagram, lui lit les milliers de messages de fans, d'athlètes ou d'anonymes. 
Le 11 juin à 19 heures et 52 minutes, après 10 ans de combat, Gabriele Grunewald meurt dans sa maison à Minneapolis, à l'âge de 32 ans,,,,.

### Hommage
Le monde de l'athlétisme est en deuil à l'annonce de sa mort, et les hommages sont multipliés :
- Sebastian Coe, président de l'IAAF : « Même si je n'ai jamais eu la possibilité de rencontrer Gabe, j'ai une telle admiration pour elle »[13].
- Paula Radcliffe, recordwoman mondiale du marathon : « Le courage, le cœur et le sourire de Gabe continueront toujours de rayonner brillamment et d'inspirer beaucoup de monde »[13].
- Jo Pavey, championne d'Europe du 10 000 m : « La communauté a perdu quelqu'un de spécial. Une personne vraiment inspirante et courageuse »
- USATF, Fédération Nationale d'Athlétisme des Etats-Unis : « Gabe incarnait une véritable détermination, dévouement et engagement dans tous les aspects de sa vie. On se souviendra d'elle comme l'une des athlètes les plus courageuses que nous ayons connues. Son héritage vit comme elle a inspiré un nombre de personnes »[18].

Le 12 juin 2019, lendemain de la mort de Gabriele Grunewald, le maire de Minneapolis, Jacob Frey, déclare le 12 juin la "Gabe Grunewald Day" pour sa vie extraordinaire et ses accomplissements.
Cette même journée, FloTrack, la partie athlétisme de la chaîne de sport FloSports, met en place une cagnotte participative avec objectif de 10 000 dollars pour l'association Brave Like Gabe, et annonce doubler cette somme si l'objectif est atteint. Le Meeting Herculis de Monaco, étape de la Ligue de diamant, renomme en son honneur l'épreuve du mile qui aura lieu le 12 juillet au stade monégasque.
Le 13 juin 2019, Emma Coburn lui rend hommage lors des Bislett Games d'Oslo en inscrivant "Brave Like Gabe" sur son dossard.

### Famille
Gabriele Anderson rencontre son conjoint (et futur entraîneur) Justin Grunewald à l'université, lui aussi coureur, et ils se marient en octobre 2013. Elle a trois frères et une sœur.

## Palmarès
| Date | Compétition                    | Lieu      | Résultat | Épreuve | Temps         |
| ---- | ------------------------------ | --------- | -------- | ------- | ------------- |
| 2014 | Championnats du monde en salle | Sopot     | 9e       | 3 000 m | 9 min 11 s 76 |
| 2014 | Coupe continentale             | Marrakech | 6e       | 3 000 m | 9 min 5 s 58  |

### Championnats des États-Unis
|           | 2010 | 2011 | 2012 | 2013 | 2014 | 2015 | 2016 | 2017 |
| Plein air |      |      |      |      |      |      |      |      |
| --------- | ---- | ---- | ---- | ---- | ---- | ---- | ---- | ---- |
| 1 500 m   | 7e   | 11e  | 4e   | 11e  | 5e   | 13e  | 12e  | s    |
| 5 000 m   | -    | -    | -    | -    | -    | -    | s    | -    |
| En salle  |      |      |      |      |      |      |      |      |
| 1 500 m   | 10e  | -    | -    | -    | -    | -    | -    | -    |
| Mile      | -    | 3e   | -    | -    | -    | -    | -    | -    |
| 3 000 m   | -    | -    | -    | -    | 1re  | -    | -    | -    |

## Records
| Épreuve | Épreuve   | Temps         | Lieu       | Date            |
| ------- | --------- | ------------- | ---------- | --------------- |
| 800 m   | Plein air | 2 min 1 s 23  | Bellinzone | 21 juillet 2015 |
| 800 m   | En salle  | 2 min 8 s 15  | Champaign  | 25 février 2007 |
| 1 500 m | Plein air | 4 min 1 s 48  | Monaco     | 19 juillet 2013 |
| 1 500 m | En salle  | 4 min 12 s 76 | Glasgow    | 25 janvier 2014 |
| 3 000 m | Plein air | 8 min 42 s 64 | Londres    | 26 juillet 2013 |
| 3 000 m | En salle  | 8 min 53 s 87 | New York   | 15 février 2014 |

### Meilleures performances par année
| Année | Temps         | Date            | Lieu               | Rang |
| ----- | ------------- | --------------- | ------------------ | ---- |
| 2005  | 4 min 38 s 28 | 9 avril 2005    | Knoxville          | —    |
| 2006  | —             | —               | —                  | —    |
| 2007  | 4 min 24 s 85 | 31 mars 2007    | Palo Alto          | —    |
| 2008  | 4 min 25 s 77 | 5 avril 2008    | Eugene             | —    |
| 2009  | 4 min 22 s 87 | 11 avril 2009   | Tempe              | 494  |
| 2010  | 4 min 12 s 06 | 11 juillet 2010 | Brasschaat         | 119  |
| 2011  | 4 min 6 s 77  | 6 août 2011     | Londres            | 49   |
| 2012  | 4 min 4 s 84  | 17 juillet 2012 | Lignano Sabbiadoro | 31   |
| 2013  | 4 min 1 s 48  | 19 juillet 2013 | Monaco             | 10   |
| 2014  | 4 min 5 s 22  | 8 juillet 2014  | Lignano Sabbiadoro | 31   |
| 2015  | 4 min 4 s 26  | 11 juin 2015    | Oslo               | 28   |
| 2016  | 4 min 11 s 86 | 8 juillet 2016  | Eugene             | 150  |
| 2017  | 4 min 12 s 29 | 18 mai 2017     | Los Angeles        | 166  |